# ألكسيس كيلر
ألكسيس كيلر هو عالم سياسة سويسري، ولد في 1962.